# Małopłytkowość immunologiczna
Małopłytkowość immunologiczna (dawniej nazywana idiopatyczną plamicą małopłytkową, samoistną plamicą małopłytkową, małopłytkowością samoistną, immunologiczną plamicą małopłytkową lub chorobą Werlhofa), ITP (od ang. idiopathic thrombocytopenic purpura), IT (od ang. idiopathic thrombocytopenia) – choroba autoimmunologiczna charakteryzująca się przyspieszonym niszczeniem w układzie siateczkowo-śródbłonkowym opłaszczonych przeciwciałami płytek krwi.

## Historia
Chorobę jako pierwszy opisał Paul Gottlieb Werlhof (1699–1767) u dziesięcioletniej dziewczynki w 1735 roku. Werlhof nazwał chorobę morbus haemorrhagicus maculosus. Termin morbus maculosis haemorrhagicus wprowadził Rudolph August Behrens (?-1747).

## Epidemiologia
Chorują najczęściej dorośli w wieku 20–50 lat, kobiety do 4 razy częściej. ITP ulega samoistnej remisji u około 10% pacjentów.

## Patogeneza
W pierwotnej małopłytkowości immunologicznej powstają przeciwciała w klasie IgG, skierowane przeciwko glikoproteinom: IIb/IIIa, Ib/IX, Ia/IIa, V, IV i innym. Przeciwciała powstają głównie w śledzionie, a później także w szpiku kostnym. Opłaszczone przeciwciałami płytki krwi są fagocytowane przez makrofagi, przede wszystkim te w śledzionie. U około 40% pacjentów nie wykrywa się tych przeciwciał – do lizy płytek dochodzi przy udziale komórek CD3/CD8.

## Objawy kliniczne i przebieg
ITP objawia się:
- nawracającymi krwawieniami z nosa
- krwawieniami z dziąseł
- u kobiet obfitymi i przedłużającymi się krwawieniami miesięcznymi
- łatwo powstającymi wybroczynami na skórze
- skłonnością do siniaczenia się.

Występuje dodatni objaw Rumpla-Leedego podczas przeprowadzania testu opaskowego. Rzadziej dochodzi do krwawień do ośrodkowego układu nerwowego lub przewodu pokarmowego.
Przebieg choroby charakteryzuje się okresami remisji i tendencją do nawrotów. U 10% dorosłych pacjentów ITP ustępuje samoistnie. Przebieg przez długi czas może być bezobjawowy. Ponad 70% pacjentów pediatrycznych, niezależnie od leczenia, wchodzi w okres remisji w przeciągu 6 miesięcy.
U 50% noworodków matek chorych na ITP rozpoznaje się NAITP.

### Odchylenia w badaniach dodatkowych
- trombocytopenia zawsze poniżej 100 000/μl, niekiedy dochodzi do wartości poniżej 20 000/μl
- skrócony czas przeżycia płytek, płytki olbrzymie w rozmazie krwi
- brak zmian w pozostałych układach
- zwiększona ilość megakariocytów w mielogramie; hiperplazja układu erytrocytarnego w przypadkach znacznej utraty krwi
- nieprawidłowy czas krwawienia
- nieprawidłowy test zużycia protrombiny
- dodatni wynik badania MAIPA (monoclonal antibody-specific immobilization of platalet antigens).

## Różnicowanie
U 35-40% pacjentów stwierdza się koincydencję ITP i innej choroby, która może być związana lub niezwiązana z nią przyczynowo. Diagnostyka różnicowa ITP obejmuje następujące stany:
- niedokrwistość aplastyczna
- choroby rozrostowe układu krwiotwórczego
- AIDS
- wrodzone małopłytkowości
- inne choroby z autoimmunizacji (toczeń rumieniowaty, RZS, zapalenie tarczycy)
- małopłytkowości polekowe (po karbamazepinie, fenytoinie, sulfonamidach, kotrimoksazolu, chloramfenikolu)

## Leczenie
U pacjentów u których liczba płytek jest większa niż 30 000/μL i u których nie ma objawów skazy, leczenie nie jest wskazane. U pozostałych chorych lekiem pierwszego rzutu są glikokortykoidy, najczęściej prednizon lub deksametazon. U chorych opornych na to leczenie lub z przeciwwskazaniami do ich przewlekłego stosowania leczeniem z wyboru jest splenektomia.

### Sterydoterapia
Najczęściej podaje się prednizon w dawce 0,5–1 mg/kg masy ciała/dobę albo metyloprednizolon (30 mg/kg masy ciała/dobę). U około 80% pacjentów ilość płytek krwi ulega zwiększeniu, co pozwala na stopniowe zmniejszanie dawek sterydu. Leczenie można przerwać lub zmniejszyć dawkę prednizonu do 10–15 mg/kg masy ciała/dobę przy wartościach około 30 000/μl, niewskazane jest dalsze leczenie celem osiągnięcia jeszcze wyższej liczby płytek, o ile hemostaza jest zachowana. U pozostałych 20% liczba płytek nie ulega wzrostowi, co jest równoznaczne z rozpoznaniem oporności na kortykosteroidy.

### IVIG
Dożylne podanie preparatu immunoglobulin ludzkich.

### Surowica anty-D
Surowica anty-D podawana pacjentom Rh(D)+ z zachowaną śledzioną wywołuje niedokrwistość hemolityczną o niewielkim nasileniu, blokującą receptor Fc dla immunoglobulin na makrofagach. Dawka surowicy 75 μg/kg masy ciała powoduje w ciągu 24 godzin wzrost liczby płytek.
Obecnie stosuje się immunoglobulinę anty-D w dawce  250 IU (50 mcg)/kg masy ciała, wyłącznie we wlewie dożylnym w ciągu kilku (2-8) minut. Jednorazowe podanie immunoglobuliny przynosi korzyść wyłącznie dorosłym pacjentom RhD - dodatnim i jest uważane za leczenie drugiego rzutu (po IVIG i steroidach)

### Danazol
Danazol jest syntetycznym androgenem, który podawany w skojarzeniu z kortykosteroidami pozwala na zmniejszenie ich dawki i wywoływanych skutków ubocznych sterydoterapii. Podawane dawki danazolu to 10 mg/kg masy ciała/dobę przez okres 4–6 miesięcy.

### Immunosupresanty
Mykofenolan mofetylu i azatiopryna są bardzo skuteczne. Inne stosowane leki immunosupresyjne to cyklofosfamid i cyklosporyna. U niektórych pacjentów z powodzeniem zastosowano rituksymab (Mabthera, Roche: przeciwciało anty-CD20). W skrajnych przypadkach, wyjątkowo u dzieci, stosuje się winkrystynę.

### Splenektomia
Wskazaniem do usunięcia śledziony jest utrzymująca się przez 6–8 tygodni sterydoterapii trombocytopenia poniżej 30 000/μl. Zaleca się przeprowadzenie zabiegu metodą laparoskopową; istotne jest usunięcie śledzion dodatkowych (wariant anatomiczny, spotykany u 10-20% populacji). Przygotowanie do splenektomii obejmuje podaż dożylnego preparatu immunoglobulin (IVIG) albo surowicy anty-D 2 tygodnie przed splenektomią i szczepienie przeciwko bakteriom otoczkowym: pneumokokom, meningokokom i Haemophilus influenzae typu b.
Korzyści splenektomii to usunięcie głównego miejsca niszczenia płytek krwi, a także miejsca produkcji części przeciwciał je opłaszczających. Jest to najskuteczniejsza metoda leczenia ITP z 60-80% remisją choroby. Powikłania splenektomii to zakażenia, posocznica posplenektomijna a także zakrzepica żylna.

### Metody eksperymentalne
Zalicza się tu leczenie trombopoetyną, ligandami anty-CD40 (IDEC, Biogen) i autotransplantację komórek macierzystych szpiku. AMG 531 jest peptydem fuzyjnym stymulującym trombopoezę; pierwsze badania kliniczne sugerują, że może być skuteczny w leczeniu przewlekłej ITP. Inny nowy lek mający znaleźć zastosowanie w leczeniu ITP to eltrombopag: wykazano, że zwiększa ilość płytek i zmniejsza krwawienie w zależności od dawki.

### Leczenie ciężarnych
Leczenie kobiet w ciąży powinno zostać włączone, gdy liczba płytek spada poniżej 10 000/μl lub obserwuje się objawy skazy krwotocznej. Stosuje się prednizon w dawkach 0,5–1 mg/kg. Leki immunosupresyjne są przeciwwskazane. W terapii można także stosować dożylne wlewy IgG. W przypadku braku poprawy po leczeniu farmakologicznym ewentualną splenektomię należy wykonać w II trymestrze ciąży. Docelową liczbą płytek, którą należy osiągnąć leczeniem jest 50 000/μl, ponieważ zabezpiecza ona poród drogami natury lub w razie konieczności cięcie cesarskie.

## Klasyfikacja ICD10
| kod ICD10     | nazwa choroby                     |
| ------------- | --------------------------------- |
| ICD-10: D69   | Plamica i inne skazy krwotoczne   |
| ICD-10: D69.0 | Plamica alergiczna                |
| ICD-10: D69.1 | Jakościowe defekty płytek krwi    |
| ICD-10: D69.2 | Inna plamica niemałopłytkowa      |
| ICD-10: D69.3 | Idiopatyczna plamica małopłytkowa |
| ICD-10: D69.4 | Inna pierwotna małopłytkowość     |
| ICD-10: D69.5 | Małopłytkowość wtórna             |
| ICD-10: D69.6 | Małopłytkowość nieokreślona       |
| ICD-10: D69.8 | Inne określone skazy krwotoczne   |
| ICD-10: D69.9 | Skaza krwotoczna nieokreślona     |